# Ottaviano Petrucci

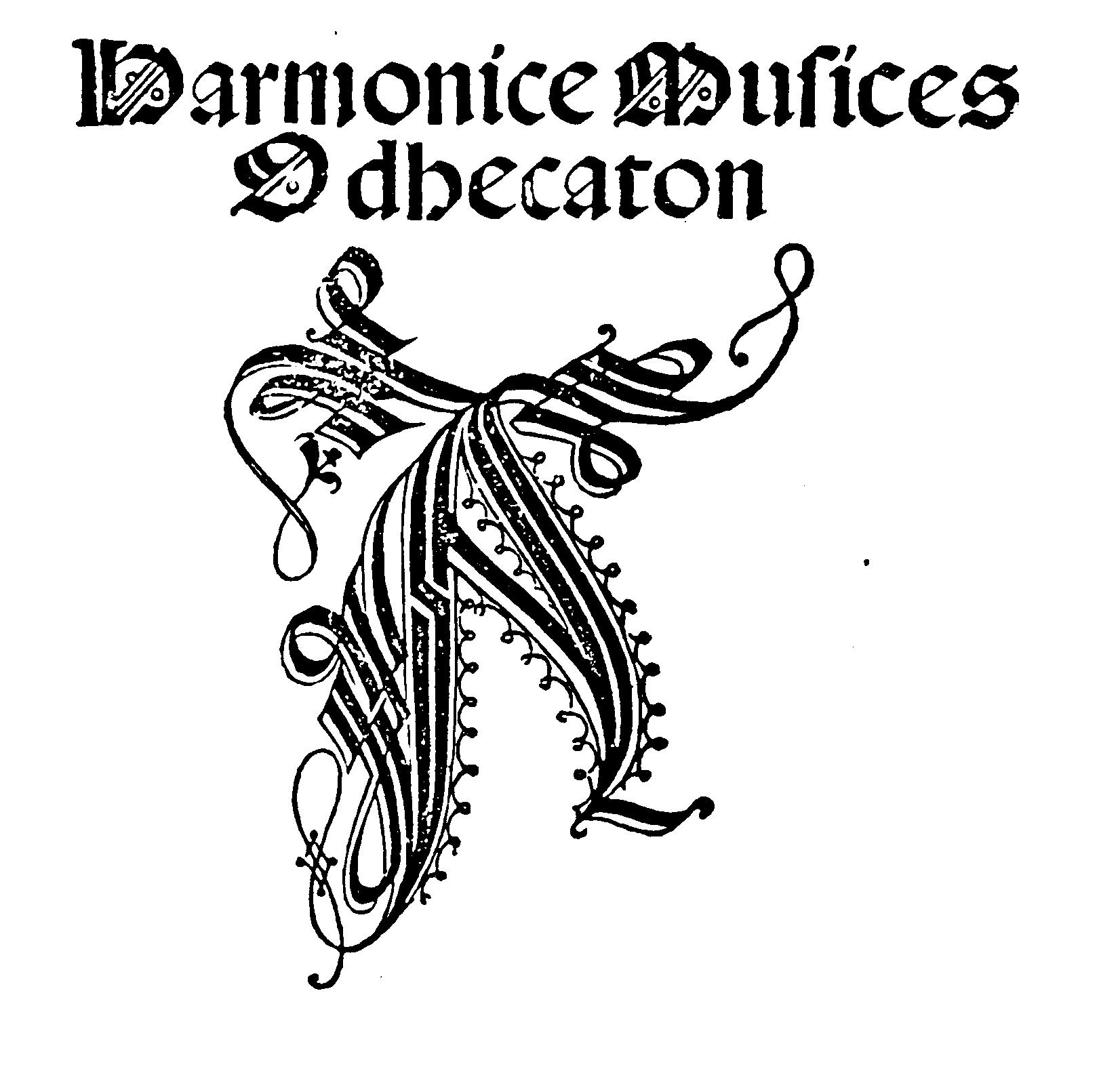
Titelplaat uit Harmonice Musices, 1501

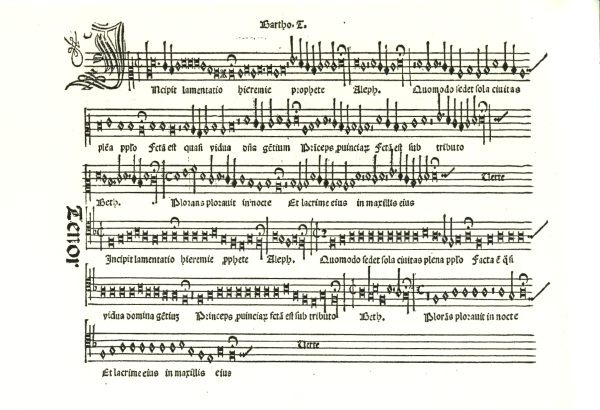
Pagina uit Lamentationum Jeremie, 1506

Ottaviano Petrucci (Fossombrone, 18 juni 1466 – Venetië, 7 mei 1539) was een Italiaanse drukker. Van Petrucci wordt aangenomen dat hij in 1501 de eerste muziekdruk heeft laten uitgaan die met beweegbare lettervormen gezet werd, met name de: Harmonice Musices Odhecaton, een verzameling chansons. Het betreft nochtans niet de eerste druk van partituren, wel de vroegst bewaarde druk met polyfone muziek. Petrucci publiceerde voorts talrijke werken van gewaardeerde componisten uit de renaissance, onder wie Josquin Des Prez en Antoine Brumel.

## Leven
Petrucci werd geboren in Fossombrone en werd waarschijnlijk opgevoed in Urbino. Omstreeks 1490 trok hij naar Venetië (stad) om de drukkunst te leren en in 1498 probeerde hij van de Doge het exclusieve recht te verkrijgen om gedurende de volgende twintig jaar muziek te drukken. Het lijkt erop dat het recht is toegekend, want er zijn geen andere Venetiaanse muziekdrukken bekend van vóór 1520. In 1501 gaf hij een eerste boek uit met 96 chansons, gepubliceerd in de Harmonice musices odhecaton A (waarnaar soms wordt verwezen als "Odhecaton"), het vroegst bewaarde voorbeeld van gedrukte polyfone muziek (de vroegste druk met partituren van eenstemmige muziek dateert van 1473 en is van Duitse oorsprong). In de volgende jaren verbeterde hij de druktechniek; nieuwe uitgaven en herdrukken verschenen kort na elkaar tot in 1509, toen hij zijn bezigheden vanwege de oorlog tussen de Liga van Kamerijk en Venetië moest staken; hij verliet de stad om zich weer in zijn geboorteplaats Fossombrone te vestigen waar hij zijn activiteiten als drukker hervatte.
Aangezien Fossombrone binnen de Pauselijke Staat lag, diende Petrucci opnieuw een patentaanvraag bij de Doge in te dienen teneinde het exclusieve recht te verkrijgen muziek te drukken, een recht dat hem voor verschillende jaren werd toegekend, hoewel de Paus het patent introk toen Petrucci er niet in slaagde klaviermuziek uit te geven; de Paus kende het patent dan toe aan een van Petrucci's Romeinse mededingers, Andrea Antico da Montona. In 1516 plunderden de pauselijke troepen Fossombrone en Petrucci drukte drie jaar lang niets meer, vermoedelijk omdat zijn drukkersmateriaal werd vernield. De mededinger die Petrucci's privilege naar Rome meenam, Antico, nam in 1520 ook diens muziekhandel in Venetië over. Gedurende de jaren 1520 schijnt Petrucci in zijn onderhoud te hebben voorzien met het runnen van een papiermolen.
In 1536 keerde hij op verzoek van de burgerlijke gezagvoerders naar Venetië terug om de republiek bij te staan met de druk van Griekse en Latijnse teksten.

## Betekenis
Van Petrucci zijn in totaal 61 muziekdrukken bekend. Zijn verreweg meest productieve periode voor de muziekdruk was die tussen 1501 en 1509, waarin hij drie delen van de Odhecaton publiceerde, 16 boeken met missen, vijf boeken met motetten, 11 anthologieën met frottole en zes boeken met luitmuziek. De laatste gedateerde uitgave is van 1520.
Petrucci was niet de eerste om muziek te drukken: een aantal liturgische werken werden nog voor 1500 met houtblokken uitgegeven. Het eerste daarvan, het Constance Graduaal, werd gedrukt omstreeks 1473. Petrucci was echter de eerste drukker die beweeglijke lettervormen gebruikte, de eerste ook die grote oplagen drukte en de eerste die polyfone muziek drukte.
Petrucci's techniek bestond erin dat elk vel drie keer door de drukpers werd gehaald: één keer om de notenbalken te drukken, één keer om de noten te drukken, en één keer om de tekst te drukken. Petrucci’s onderneming kende veel succes. Zijn uitgaven zijn buitengewoon fraai en zorgvuldig uitgegeven. Wat er ook van zij, andere drukkers uit die tijd die deze methode hanteerden, plaatsten tijdens de drie drukfasen de notenbalken, de noten en de tekst niet altijd keurig op elkaar, waardoor noten te hoog of te laag op de notenbalk konden staan, hetgeen de partituren voor de uitvoerders onbruikbaar maakte. Petrucci's methode werd gauw verdrongen door vernieuwingen die Pierre Attaingnant worden toegeschreven; die ontwikkelde een methode waarbij de notenbalk, de noten en de tekst in één keer werden gedrukt. De vroegst bekende drukken volgens deze methode dateren uit 1528.
Het drukken van muziek maakte het mogelijk de eerste echt internationale muzikale stijl sinds de vereniging van de gregoriaanse zangen in de 9e eeuw te creëren. Gedrukte muziek was in Europa in omloop gedurende de migratiegolf van Nederlandse polyfonisten van de Nederlanden naar Italië, het Heilige Roomse Rijk, Spanje, Polen en andere landen; de polyfone stijl van de Nederlandse componisten werd een internationale muzikale taal, die later regionale variaties ontwikkelde.

## Publicaties
- Publicaties Ottaviano Petrucci op ChoralWiki

- Free Choral Music op ChoralWiki

Drukwerken in Venetië en, indien expliciet vermeld, in Fossombrone.

### Seculier
- Harmonice Musices Odhecaton A (1501; ed 1503; ed 1504)
- Canti B numero cinquanta (1502; 2nd ed, 1503)
- Canti C cento cinquanta (1504)
- Frottole I (1504)
- Frottole II (1505)
- Frottole III (1505)
- Frottole IV (1505)
- Frottole V (1505)
- Frottole VI (1506)
- Frottole VII (1507)
- Frottole VIII (1507)
- Frottole IX (1509)
- Frottole X (1512, Fossombrone, lost)
- Frottole XI (1514, Fossombrone)
- Bernardo Pisano: Musica (1520, Fossombron

- Free Choral Music op ChoralWiki
- Free Choral Music op ChoralWiki
- Free Choral Music op ChoralWiki
- Free Choral Music op ChoralWiki
- Free Choral Music op ChoralWiki
- Free Choral Music op ChoralWiki
- Free Choral Music op ChoralWiki

### Missen
- Josquin des Prez: Misse [I] (1502)
- Jacob Obrecht: Misse (1503)
- Antoine Brumel: Misse (1503)
- Johannes Ghiselin: Misse (1503)
- Pierre de La Rue: Misse (1503)
- Alexander Agricola: Misse (1504)
- Marbrianus de Orto: Misse (1505)
- Josquin des Prez: Misse II (1505)
- Fragmenta missarum (1505)
- Heinrich Isaac: Misse (1506)
- Gaspar van Weerbeke: Misse (1507)
- Missarum diversorum autorum I (1508)
- Messa corale (probably 1513, Fossombrone)
- Josquin des Prez: Misse III (1514, Fossombrone)
- Josquin des Prez: Misse II (1515, Fossombrone)
- Jean Mouton: Misse I (1515, Fossombrone)
- Antoine de Févin: Misse (1515, Fossombrone)
- Missarum decem libri duo (1515, Fossombrone, lost)
- Josquin des Prez: Misse I (1516, Fossombrone)

- Free Choral Music op ChoralWiki
- Free Choral Music op ChoralWiki
- Free Choral Music op ChoralWiki

### Motetten
- Motetti A (1502)
- Motetti de passione de cruce, Motetti B (1503)
- Motetti C (1504)
- Motetti IV (1505)
- Motetti a cinque I (1505)
- Motetti de la corona [I] (1514, Fossombrone)
- Motetti de la corona II (1519, Fossombrone)
- Motetti de la corona III (1519, Fossombrone)
- Motetti de la corona IV (1519, Fossombrone)

- Free Choral Music op ChoralWiki
- Free Choral Music op ChoralWiki
- Free Choral Music op ChoralWiki
- Free Choral Music op ChoralWiki
- Free Choral Music op ChoralWiki
- Free Choral Music op ChoralWiki
- Free Choral Music op ChoralWiki
- Free Choral Music op ChoralWiki

### andere werken
- Lamentationum Jeremie I (1506)
- Lamentationum Jeremie II (1506)
- Magnificats I (1507, lost)
- Johannes Martini: Hymnorum I (1507, lost)
- Laude II (1508)
- Dammonis: Laude I (1508)

- Free Choral Music op ChoralWiki
- Free Choral Music op ChoralWiki nc

### voor luit
- Francesco Spinacino: Intabolatura de lauto I (before 27 March 1507)
- Francesco Spinacino: Intabolatura de lauto II (1507)
- Giovanni Maria Alemanni: Intabolatura de lauto III (1508, lost)
- Joan Ambrosio Dalza: Intabolatura de lauto IV (1508)
- Franciscus Bossinensis: Tenori e contrabassi I (1509)
- Franciscus Bossinensis: Tenori e contrabassi II (1511, Fossombrone)

### niet muzikaal
- Paulus de Middelburgh: Paulina de recta Paschae (1513, Fossombrone)
- Baldassare Castiglione: Epistola de vita (1513, Fossombrone)
- Paulus de Middelburgh: Parabola Christi (1516, Fossombrone)
- Hippocrates, trans. Calvo (1519?, Fossombrone)